# News of the World Tour
News of the World Tour – trasa koncertowa brytyjskiej grupy rockowej Queen promująca album News of the World. Zespół koncertował w Ameryce Północnej (Stany Zjednoczone i Kanada) oraz w Europie.
W programie trasy po raz pierwszy pojawił się utwór „Love of My Life”, mimo że pochodzi on z albumu wydanego dwa lata wcześniej (A Night at the Opera). Po raz pierwszy wykonano również „I’m in Love with My Car” z tego samego albumu (z Rogerem Taylorem w roli głównego wokalisty).

## Programy koncertów

### Pierwszy etap – Ameryka Północna
1. „We Will Rock You” (z taśmy) / „Tie Your Mother Down” (intro)
2. „We Will Rock You” (szybka wersja)
3. „Brighton Rock”
4. „Somebody to Love”
5. „Death on Two Legs”
6. „Killer Queen”
7. „Good Old-Fashioned Lover Boy”
8. „I’m in Love with My Car”
9. „Get Down, Make Love”
10. „You’re My Best Friend”
11. „Spread Your Wings”
12. „Liar”
13. „Love of My Life”
14. „’39”
15. „My Melancholy Blues”
16. „White Man”
17. kanon wokalny (Freddie Mercury) / solo gitarowe (Brian May)
18. „The Prophet’s Song”
19. „Now I’m Here”
20. „Stone Cold Crazy”
21. „Bohemian Rhapsody”
22. „Keep Yourself Alive”
23. „Tie Your Mother Down”
24. „We Will Rock You”
25. „We Are the Champions”
26. „Sheer Heart Attack”
27. „Jailhouse Rock”
28. „God Save the Queen” (z taśmy)

Pozostałe utwory (rzadziej grane):
- „It’s Late”
- „Doin' All Right”
- „Ogre Battle” (Filadelfia)
- „Sleeping On The Sidewalk” (Portland)
- „White Christmas” (Inglewood)

### Drugi etap – Europa
1. „We Will Rock You” (szybka wersja)
2. „Brighton Rock”
3. „Somebody to Love”
4. „Death on Two Legs”
5. „Killer Queen”
6. „Good Old-Fashioned Lover Boy”
7. „I’m in Love with My Car”
8. „Get Down, Make Love”
9. „The Millionaire Waltz”
10. „You’re My Best Friend”
11. „Spread Your Wings”
12. „It’s Late”
13. „Now I’m Here”
14. „Love of My Life”
15. „’39”
16. „My Melancholy Blues”
17. „White Man”
18. kanon wokalny (Freddie Mercury) / solo gitarowe (Brian May)
19. „The Prophet’s Song”
20. „Stone Cold Crazy”
21. „Bohemian Rhapsody”
22. „Keep Yourself Alive”
23. „Tie Your Mother Down”
24. „We Will Rock You”
25. „We Are the Champions”
26. „Sheer Heart Attack”
27. „Jailhouse Rock”
28. „God Save the Queen” (z taśmy)

Pozostałe utwory (rzadziej grane):
- „Liar”
- „Big Spender” (Berlin)
- „White Queen” (ostatni występ trasy)

## Daty koncertów
| Data                             | Miasto      | Kraj              | Miejsce               |
| -------------------------------- | ----------- | ----------------- | --------------------- |
| Pierwszy etap – Ameryka Północna |             |                   |                       |
| 6 października 1977              | Londyn      | Anglia            | New London Theatre    |
| 11 listopada 1977                | Portland    | Stany Zjednoczone | Civic Centre          |
| 12 listopada 1977                | Boston      | Stany Zjednoczone | Boston Garden         |
| 13 listopada 1977                | Springfield | Stany Zjednoczone | Civic Centre          |
| 15 listopada 1977                | Providence  | Stany Zjednoczone | Civic Centre          |
| 16 listopada 1977                | New Haven   | Stany Zjednoczone | Memorial Coliseum     |
| 18 i 19 listopada 1977           | Detroit     | Stany Zjednoczone | Cobo Hall             |
| 21 listopada 1977                | Toronto     | Kanada            | Maple Leaf Gardens    |
| 23 i 24 listopada 1977           | Filadelfia  | Stany Zjednoczone | The Spectrum          |
| 25 listopada 1977                | Norfolk     | Stany Zjednoczone | Norfolk Scope         |
| 27 listopada 1977                | Richfield   | Stany Zjednoczone | Coliseum              |
| 29 listopada 1977                | Waszyngton  | Stany Zjednoczone | Capital Centre        |
| 1 i 2 grudnia 1977               | Nowy Jork   | Stany Zjednoczone | Madison Square Garden |
| 4 grudnia 1977                   | Dayton      | Stany Zjednoczone | University Arena      |
| 5 grudnia 1977                   | Chicago     | Stany Zjednoczone | Chicago Stadium       |
| 8 grudnia 1977                   | Atlanta     | Stany Zjednoczone | Omni Coliseum         |
| 10 grudnia 1977                  | Fort Worth  | Stany Zjednoczone | Convention Centre     |
| 11 grudnia 1977                  | Houston     | Stany Zjednoczone | Summit                |
| 15 grudnia 1977                  | Las Vegas   | Stany Zjednoczone | Aladdin Centre        |
| 16 grudnia 1977                  | San Diego   | Stany Zjednoczone | Sports Arena          |
| 17 grudnia 1977                  | Oakland     | Stany Zjednoczone | Oakland Coliseum      |
| 20 i 21 grudnia 1977             | Long Beach  | Stany Zjednoczone | Long Beach Arena      |
| 22 grudnia 1977                  | Inglewood   | Stany Zjednoczone | Kia Forum             |
| 19 lutego 1978                   | Miami       | Stany Zjednoczone | Sportatorium          |
| 20 lutego 1978                   | Lakeland    | Stany Zjednoczone | Civic Centre          |
| 21 lutego 1978                   | Atlanta     | Stany Zjednoczone | Omni Coliseum         |
| 22 lutego 1978                   | Birmingham  | Stany Zjednoczone | Auditorium            |
| 25 lutego 1978                   | Dallas      | Stany Zjednoczone | Moody Coliseum        |
| 26 lutego 1978                   | Houston     | Stany Zjednoczone | Sam Houston Coliseum  |
| 1 marca 1978                     | Phoenix     | Stany Zjednoczone | Coliseum              |
| 2 i 3 marca 1978                 | Inglewood   | Stany Zjednoczone | Kia Forum             |
| Drugi etap – Europa              |             |                   |                       |
| 12 kwietnia 1978                 | Sztokholm   | Szwecja           | Ice Stadium           |
| 13 kwietnia 1978                 | Kopenhaga   | Dania             | Falkoner Theatre      |
| 14 kwietnia 1978                 | Hamburg     | RFN               | Ernst-Merck Halle     |
| 16 i 17 kwietnia 1978            | Bruksela    | Belgia            | Forest National       |
| 19 i 20 kwietnia 1978            | Rotterdam   | Holandia          | Ahoy Hall             |
| 21 kwietnia 1978                 | Bruksela    | Belgia            | Forest National       |
| 23 i 24 kwietnia 1978            | Paryż       | Francja           | Pavillon de Paris     |
| 26 kwietnia 1978                 | Dortmund    | RFN               | Westfalenhalle        |
| 28 kwietnia 1978                 | Berlin      | RFN               | Deutschlandhalle      |
| 30 kwietnia 1978                 | Zurych      | Szwajcaria        | Hallenstadion         |
| 3 maja 1978                      | Monachium   | RFN               | Olympiahalle          |
| 6 i 7 maja 1978                  | Stafford    | Anglia            | New Bingley Hall      |
| 11, 12 i 13 maja 1978            | Londyn      | Anglia            | Wembley Arena         |